# Synplasta sydneyensis
Synplasta sydneyensis är en tvåvingeart som först beskrevs av Frederick Askew Skuse 1890.  Synplasta sydneyensis ingår i släktet Synplasta och familjen svampmyggor. Inga underarter finns listade i Catalogue of Life.